# Idiomysis mozambicus
Idiomysis mozambicus är en kräftdjursart som beskrevs av Deprez et al. 200. Idiomysis mozambicus ingår i släktet Idiomysis och familjen Mysidae. Inga underarter finns listade i Catalogue of Life.